# Pedro Manero
Pedro Manero (Cariñena, Zaragoza, 1599-Tarazona, 5 de diciembre de 1659) fue un sacerdote franciscano español, Ministro general de la Orden y Obispo de Tarazona.

## Infancia y juventud
De familia distinguida y noble, hizo sus primeros estudios en el convento franciscano de su pueblo, y, todavía joven, vistió el sayal de los franciscanos observantes en el convento de San Francisco de Zaragoza. En la Orden ejerció casi todos los cargos: guardián del Colegio de San Diego y del convento de San Francisco en Zaragoza, profesor de Artes y Teología, provincial de la Provincia de Aragón, secretario y definidor general de la Orden, y Ministro general de la misma elegido en el Capítulo celebrado en Roma el año 1651. También la Iglesia le confió oficios de responsabilidad: calificador de la Santa Inquisición, examinador sinodal de varias diócesis, y, antes de que acabara su generalato, Obispo de Tarazona, de cuya sede tomó posesión el 13 de agosto de 1656.

## Influencia
Pedro Manero, tanto en su Provincia como al frente de la Orden, fue un hombre amante e impulsor de los estudios. Reunió una selecta librería de más de catorce mil volúmenes, que se dispersaron a su muerte. Organizó en Madrid el Archivo general de su Religión. Se preocupó de promover la recolección de materiales para proseguir la historia y el bulario de la Orden, y promulgó las oportunas normas sobre la manera de hacer las informaciones históricas que cada provincia debía llevar al Capítulo general y de organizar los archivos generales y provinciales. El P. Manero tuvo también actuaciones de gobierno y de consejo para con Sor María de Jesús de Ágreda en torno a su obra La Mística Ciudad de Dios. Falleció en la sede de su diócesis el 5 de diciembre de 1659. Sintieron su muerte especialmente los pobres, a quienes socorría largamente, hasta llegar a darles, no teniendo a mano otro socorro, su anillo episcopal o un candelero de plata de su oratorio.

## Obras
Fray Pedro Manero hizo excelentes traducciones de Tertuliano: Apología... contra los gentiles, en defensa de los cristianos, Zaragoza 1644, con un amplio, docto y erudito prefacio; De la Paciencia, con la Exhortación a los cristianos presos en las cárceles, Madrid 1657; la propiedad y belleza de esta versión mereció alabanza de la Real Academia española. También escribió obras propias: Vida de la V. Juana de Valois, Madrid 1654. Expositio Regulae Fratrum Minorum, Gante 1664. Escribió asimismo documentos propios de sus cargos, sermones panegíricos y morales, cartas y otras piezas literarias.